# Tsim Sha Tsui (métro de Hong Kong)

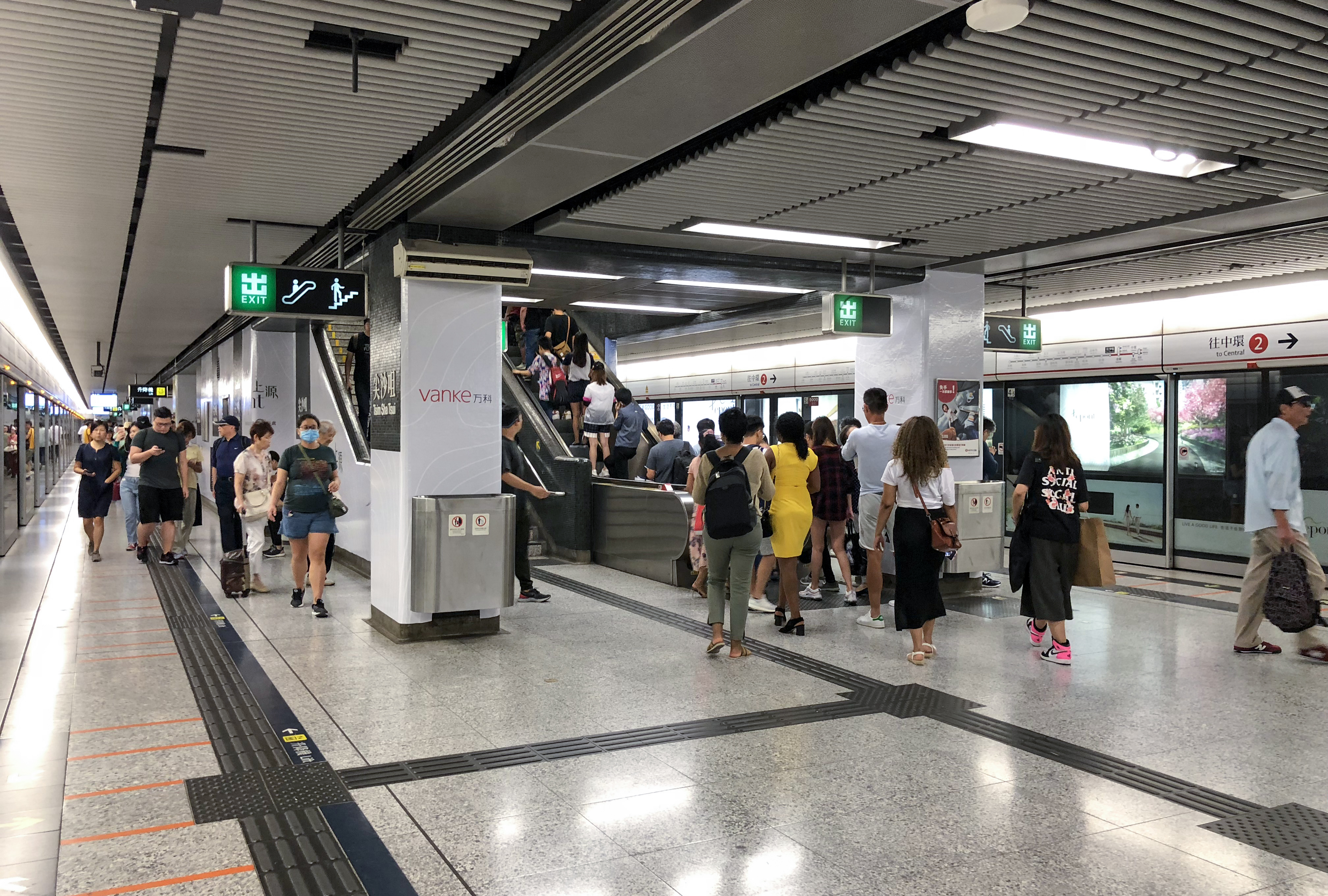
Vue des quais de la station.

Tsim Sha Tsui est une station de la Tsuen Wan Line du métro de Hong Kong. Elle dessert l'un des plus importants quartiers de Kowloon. Elle se situe sur l'Ouest de Kowloon.
La station permet également de changer de la Tsuen Wan line à la Tuen Ma Line en passant de la station Tsim Sha Tsui à la station East Tsim Sha Tsui.